# Мірано
Мірано (італ. Mirano, вен. Miràn) — муніципалітет в Італії, у регіоні Венето, метрополійне місто Венеція.
Мірано розташоване на відстані близько 410 км на північ від Рима, 20 км на захід від Венеції.
Населення — 27 055 осіб (2014).
Щорічний фестиваль відбувається 21 вересня. Покровитель — San Matteo.

## Демографія
Населення за роками:

Станом на 1 січня 2023 року в муніципалітеті офіційно проживали 1853 іноземці з 81 країни, серед них 599 громадян країн Євросоюзу та 92 громадяни України.

## Уродженці
- Луїджі Мілан (*1937) — італійський футболіст, згодом — футбольний тренер.

## Сусідні муніципалітети
- Мартеллаго
- Міра
- Ноале
- П'яніга
- Сальцано
- Санта-Марія-ді-Сала
- Спінеа